# Bogusław Wilczkowski
Bogusław Wilczkowski (ros. Богуслав Богданович Вильчковский, ur. 17 marca 1928 w Polsce (obecnie rejon baranowicki na Białorusi), zm. 27 listopada 1964 w rejonie baranowickim) – był przewodniczącym kołchozu w rejonie baranowickim, uhonorowanym pośmiertnie tytułem Bohatera Pracy Socjalistycznej (1966).

## Życiorys
Urodził się w polskiej rodzinie właściciela ziemskiego. Podczas II wojny światowej pozostawał na okupowanym terytorium; przez pewien czas jego rodzice ukrywali u siebie rannego radzieckiego żołnierza. W wieku 14 lat został łącznikiem radzieckiego oddziału partyzanckiego, brał też udział w wykolejaniu niemieckich pociągów, po wojnie pomagał radzieckim organom bezpieczeństwa w zwalczaniu zbrojnego podziemia. Później został koniuchem w kołchozie we wsi Mała Sworotwa, wstąpił do KPZR, później został brygadzistą i w 1959 przewodniczącym kołchozu. Był też deputowanym do Rady Najwyższej Białoruskiej SRR. Wieczorem 27 listopada 1964, gdy występował na zebraniu partyjnym w budynku zarządu kołchozu, został zastrzelony przez okno budynku. Został pochowany we wsi Sorgowicze w rejonie baranowickim. Jego imieniem nazwano ulicę w Baranowiczach. We wsi Mała Sworotwa otwarto poświęcone mu muzeum.

## Życie rodzinne
Rodzicami byli Bogdan Wilczkowski i Katarzyna z d. Denisewicz. Żonaty był z Honoratą z d. Skomorowską. Miał dwóch synów: Jana i Konstantego.

## Odznaczenia
- Medal Sierp i Młot Bohatera Pracy Socjalistycznej (pośmiertnie, 22 marca 1966)
- Order Lenina (pośmiertnie, 22 marca 1966)
- Medal „Za zasługi bojowe” (30 grudnia 1948)
- Medal „Za pracowniczą wybitność” (18 stycznia 1958)